# Palestra FC (Sergipe)
Palestra FC was een Braziliaanse voetbalclub uit Aracaju in de staat Sergipe. De club werd opgericht in 1928 en werd drie keer staatskampioen. 

## Erelijst
Campeonato Sergipano
1934, 1935, 1949